# Code de déontologie médicale
Un code de déontologie médicale est un ensemble de dispositions législatives règlementant l'exercice de la médecine.

## France
En France, le Code de déontologie est une liste de dispositions réglementaires du Code de la santé publique concernant la déontologie médicale. Le Conseil de l'ordre des Médecins a la responsabilité du respect de ces dispositions (article 1er du décret). Ces dispositions du Code de la santé publique s'imposent à tout médecin.

## Tunisie
Le Code de déontologie médicale (arabe : مجلة واجبات الطبيب) est un ensemble de dispositions législatives règlementant l'exercice de la médecine en Tunisie. Il est promulgué par le décret no 73-496 du 20 octobre 1973. Un nouveau code est ensuite adopté en vertu du décret no 93-1155 du 17 mai 1993.